# Alenka Kejžar
Alenka Kejžar (Kranj, Yugoslavia, 15 de febrero de 1979) es una deportista eslovena que compitió en natación.
Ganó dos medallas en el Campeonato Mundial de Natación en Piscina Corta, plata en 2002 y bronce en 2000, dos medallas en el Campeonato Europeo de Natación, plata en 2004 y bronce en 2002, y once medallas en el Campeonato Europeo de Natación en Piscina Corta entre los años 1996 y 2003.

## Palmarés internacional
| Campeonato Mundial en Piscina Corta | Campeonato Mundial en Piscina Corta | Campeonato Mundial en Piscina Corta | Campeonato Mundial en Piscina Corta |
| Año                                 | Lugar                               | Medalla                             | Prueba                              |
| ----------------------------------- | ----------------------------------- | ----------------------------------- | ----------------------------------- |
| 2000                                | Atenas (Grecia)                     | Medalla de bronce                   | 100 m estilos                       |
| 2002                                | Moscú (Rusia)                       | Medalla de plata                    | 400 m estilos                       |
| Campeonato Europeo                  |                                     |                                     |                                     |
| Año                                 | Lugar                               | Medalla                             | Prueba                              |
| 2002                                | Berlín (Alemania)                   | Medalla de bronce                   | 200 m estilos                       |
| 2004                                | Madrid (España)                     | Medalla de plata                    | 200 m braza                         |
| Campeonato Europeo en Piscina Corta |                                     |                                     |                                     |
| Año                                 | Lugar                               | Medalla                             | Prueba                              |
| 1996                                | Rostock (Alemania)                  | Medalla de plata                    | 100 m braza                         |
| 1996                                | Rostock (Alemania)                  | Medalla de bronce                   | 100 m espalda                       |
| 1996                                | Rostock (Alemania)                  | Medalla de bronce                   | 200 m espalda                       |
| 2001                                | Amberes (Bélgica)                   | Medalla de plata                    | 100 m estilos                       |
| 2001                                | Amberes (Bélgica)                   | Medalla de bronce                   | 200 m estilos                       |
| 2001                                | Amberes (Bélgica)                   | Medalla de bronce                   | 400 m estilos                       |
| 2002                                | Riesa (Alemania)                    | Medalla de plata                    | 200 m estilos                       |
| 2002                                | Riesa (Alemania)                    | Medalla de bronce                   | 100 m estilos                       |
| 2002                                | Riesa (Alemania)                    | Medalla de bronce                   | 400 m estilos                       |
| 2003                                | Dublín (Irlanda)                    | Medalla de oro                      | 200 m estilos                       |
| 2003                                | Dublín (Irlanda)                    | Medalla de plata                    | 100 m estilos                       |